# 酒精對記憶的影響
本篇是討論酒精對記憶的影響（英語：Effects of alcohol on memory）。乙醇是酒類飲料中的酒精成分。這種物質是無色的液體，有揮發性和可燃性，有抑制中樞神經系統的作用。乙醇會對記憶造成不同類型的傷害。

酒精

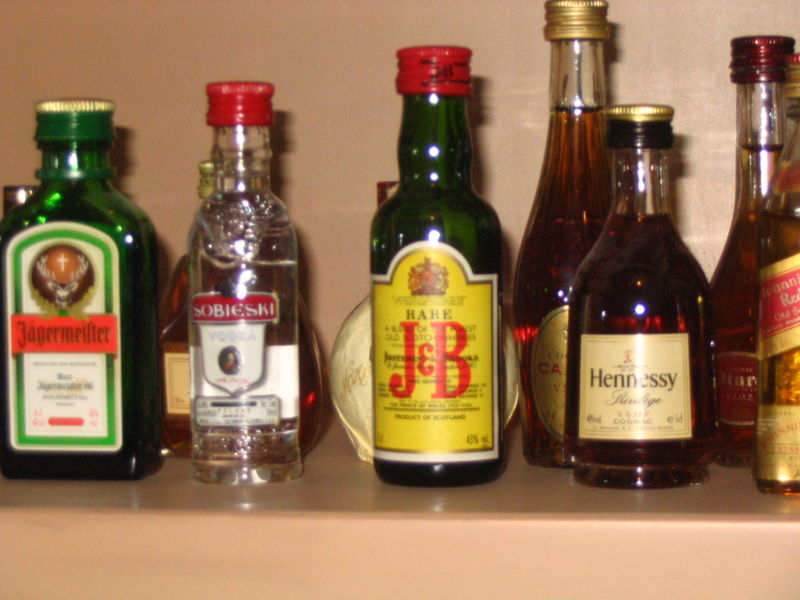
酒類飲料

## 作用方式

### 對海馬體的影響
酒精是種中樞神經抑制劑，但酒精與其他物質相比，對大腦內某些特定區域的影響效果會更大。酒精造成記憶障礙與海馬體功能受到擾亂有關聯，特別是影響到γ-氨基丁酸（GABA）和N-甲基-D-天冬氨酸（NMDA）的神經傳遞，而對長期增強作用（LTP）造成負面的影響。LTP的分子基礎與學習和記憶有關。特別是，海馬體CA1區域受損，對記憶形成不利的影響，而這種受損與酒精攝取的數量有關聯。較高的攝取量，海馬體CA1和CA3錐體細胞層的神經元活性會明顯受到抑制。攝入者的記憶編碼能力受損，而海馬體在新的記憶形成中有重要的作用。

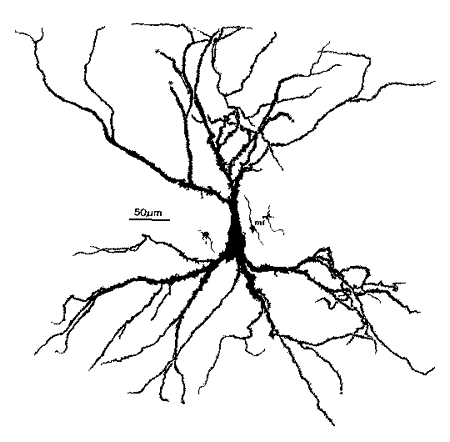
海馬體錐體細胞

### 對GABA和NMDA受體的分子作用

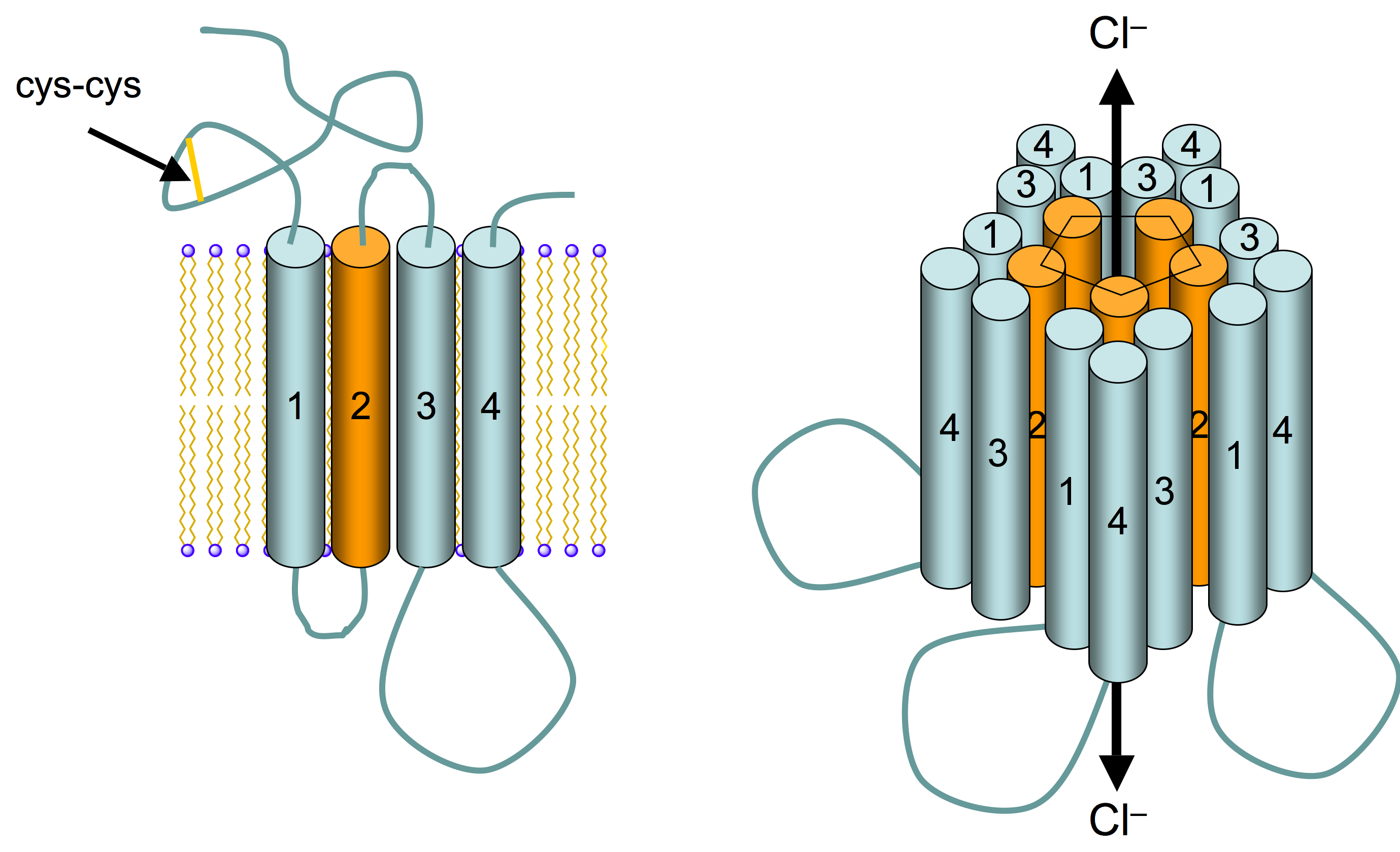
GABA_{A}受體

酒精還是GABA受體（特別是GABAA）的正別構調節劑。激活後，這些GABA受體會傳導氯化物，導致神經元超極化。這種超極化讓動作電位發生的可能性減少，因此，中樞神經系統中的神經傳遞受到抑制。 GABAA受體的亞型對酒精攝入量的敏感性不同。此外，急性酒精攝入會透過GABA釋放化學性突觸、GABAA受體的去磷酸化（增加GABA敏感性）、和內源性GABA化神經類固醇的升高，而促進GABA化神經傳遞。蛋白激酶C（PKC）牽涉到會差異調節GABAA受體對酒精的反應，其作用由PKC同工酶決定。酒精的作用還牽涉蛋白激酶A對GABAA受體功能的影響，例如把敏感性提高。由於飲酒而導致的GABA化神經傳遞增強也可由神經類固醇（如別孕烷醇酮）作為GABAA受體激動劑來達成。長期飲酒以及酒精依賴都與GABAA受體的表達、特性、和功能改變有關聯，這可能會造成酒精耐受性。關於酒精對GABAA受體及其亞型的特異性和變化作用，還有許多仍待發現。
攝入更高劑量的酒精時，因為NMDA誘導的離子電流受到抑制，NMDA受體（NMDAR）也受影響。酒精對突觸興奮的抑制作用已顯示出劑量依賴性（至一定數量的程度，超過後的影響相差不大）。酒精似乎是透過從細胞膜外環境接觸到NMDAR位點來產生這種抑制作用。因此，這種通常由NMDAR激活產生的離子電流抑制作用，會導致海馬體的LTP降低。酒精對未成熟動物的LTP負面影響，與成年動物相比，效果更強。對於青少年，酒精會降低海馬體NMDAR NR2A亞基，和額葉前皮層NR1亞基的表達。研究還發現前額葉皮層、海馬體、伏隔核、和紋狀體中2B亞基的磷酸化也會降低。由於酒精的作用，NMDAR可能會受到蛋白激酶A的影響。酒精對GABAA神經傳遞的影響，可能是透過間接抑制NMDAR的活性，並且可能導致LTP的誘導受到阻斷。但是，酒精對NMDAR的直接影響已足以抑制LTP。對酒精的劑量依賴性反應的變化，取決於GABAA受體、NMDAR、和5型代謝型麩胺酸受體（mGluR5）的相互作用和聯合反應。這些變化阻擋興奮性突觸神經傳遞的發生，影響到突觸可塑性，進而影響到記憶和學習。然而，關於酒精如何對於記憶形成的特定分子機制產生影響，還有許多尚待闡明。

### 對人腦其他區域的影響
酒精還會損害和改變小腦的功能，從而影響動作技能和協調的能力。它對大腦皮質神經元有明顯的抑制作用，影響和改變思維過程，減少抑制作用，並把疼痛感的閾值提高。它還會壓制下丘腦的神經中樞，而把性能力降低。酒精還通過抑制腦下垂體分泌抗利尿激素（ADH），而影響到尿液的排泄。最後，它通過抑制髓質的神經元功能，把呼吸和心率降低。

## 長期記憶
長期記憶（LTM）的功能包含會持續較長的時間，也具有較大的容量。LTM所儲藏的內存可能會持續幾天，甚至是長達一生。LTM的組成包含有外顯記憶（在有意識的情況下所為）和內隱記憶（在無意識的情況下產生）。會納入LTM的資訊需要經過三道過程。首先，在編碼階段，由感官獲得的資訊以記憶的形式被整合到心思活動裡面。其次，儲存階段是記下這個資訊並將其無限期保存在記憶裡。最後，檢索階段是從長期記憶的儲存處調出資訊的能力。這三個階段都會受到酒精的影響。

### 外顯記憶
外顯記憶需要靠意識以及有意的做法才能達成。包括情節記憶（對特定事件，例如聚會的記憶），也包括語義記憶（針對一般訊息，例如一個名字）。
酒精會損害到情節記憶的編碼，特別是在提示性回憶、從間斷字母拼出完整單字、和自由回憶時表現出來。（有關“提示性回憶”和“自由回憶”，請參考回憶中英文相關段落）短暫性意識喪失是由於酒精導致難以執行情景記憶編碼的一個例子。短暫性意識喪失是由於血液酒精濃度（BAC）快速升高所引起，BAC又把海馬體的神經元給攪亂。這種情況把飲者形成新情節記憶的能力給削弱。
高量的酒精會嚴重破壞語義記憶的儲存過程。研究發現酒精會損害新資訊的儲存，但不會損害以前已儲存的資訊。由於酒精會影響中樞神經系統，因此會限制到信息整合的編碼，而妨礙語義記憶的儲存功能。
酒精會明顯對外顯記憶的檢索造成損害。在實驗中，醉酒的參與者與清醒的參與者相比，在日常事件（即情節記憶）的回憶中表現較差。醉酒的參與者在反應時間的表現也較差。酒精還會損害單字識別的檢索。當人在醉酒期間，發生在提示性回憶的損害要遠大於在自由回憶的損害。在醉酒之時的性別差異，女性就檢索過程中回憶上的得分，通常會低於男性。

### 內隱記憶
內隱記憶不需依靠意識以及有意的回憶。當有先前某項事件的經驗，就會產生記憶。這在觸發實驗中尤其明顯。內隱記憶包括程序記憶，程序記憶會影響我們的日常行為，例如騎自行車或綁鞋帶。人們甚至可不經考慮即可執行這些功能，這表示程序記憶會自動發生。外顯記憶的檢索會受到酒精的嚴重損害，但內隱記憶的檢索卻不會。在實驗時，醉酒者在識別工作（涉及內隱記憶）上的得分要比在回憶工作（涉及外顯記憶）上的得分高。

## 短期記憶
短期記憶是指在短時間內暫存少量信息。記憶廣度指的是理論上可儲存在短期記憶中的資訊片段（5到9個片段）。魔術數字7，加上或減少2就可得到前面的數字。有更多或更新的資訊片段，就會把以前的項目替換掉。酒精中毒被發現會對短期記憶和認知功能發生解離的作用。

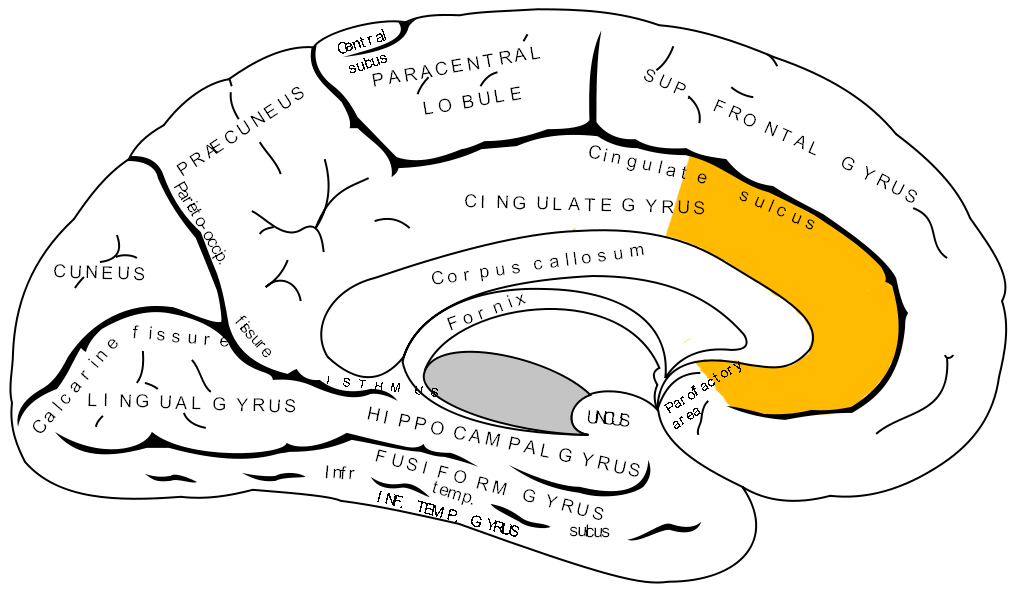
前扣帶皮層（黃色標記處）

頂葉模擬動畫（紅色標記處）

### 受酒精影響的大腦區域
酒精會影響大腦的功能。年輕酗酒男子大腦中短期記憶功能的改變與前扣帶皮層中發生的神經化學變化有關聯。有酒精依賴問題的婦女，在做功能性磁振造影時，會顯示他們的額前葉和頂葉區域的血氧明顯減少，尤其是在右半球部分。頂葉和前額葉皮層的病變都會引起短期記憶障礙。酗酒者記憶力測試時的認知表現與其第三腦室的容積之間存有關聯。具體來說，第三腦室容積的增加，與記憶力的下降有關聯。

### 對酒精中毒作測試

工作記憶模型：酒精中毒會擾亂由語音循環和/或視覺空間寫生板所做的記憶術演練。

對於短期記憶，通常是利用視覺方式進行測試。酒精中毒會削弱短期記憶能力，特別是在非語言和空間的方面。酒精會降低圖像記憶（一種視覺性短期記憶）的能力。血液酒精濃度達到每每公合有80-84毫克（0.08%-0.084%）的人，與對照組相比，在延遲式回憶測試（delayed recall task）中會發生更多侵入性錯誤（intrusion errors）。在測試中提出不相關的資訊，就表示反射性認知功能發生侵入性錯誤。酗酒者對抑制侵入性錯誤的能力較差。在社交飲酒場合發生急性酒精中毒後，在延遲式回憶測試中，比在立即的自由回憶測試，會發生較多的侵入性錯誤。急性酒精中毒會增加干擾造成的影響，若有短暫的延遲，就會出現更多的侵入性錯誤。自由回憶（給予一連串的字，然後要求受測試者根據記憶說出來）的成功率明顯較低，就是因酒精中毒的結果。受測者在酒精的影響下，就可在口頭自由回憶和回想的測試中發現他們記憶編碼有缺陷。
在一項判斷測試中發現，人類的視力深度知覺和視覺短期記憶受損均與酒精有關聯。對狀態依賴記憶與再學習的研究，男性重度飲酒者在醉酒時學習，而在他們清醒時接受測試，會發現受測者的自由回憶的成績低下。這些發現支持酒精會引起記憶儲存不足（而非記憶檢索不足）的後果。對急性飲酒在視覺短期記憶、立體深度知覺、和注意力的影響做研究，顯示深度知覺和視覺短期記憶有33%受到嚴重損害（經由游標視敏度評估）。

## 對工作記憶的影響
工作記憶可讓人在執行複雜任務的同時牢記一切。它用到資訊的臨時儲存以及操縱資訊的機制，隨後在感知以及控制的行動之間形成重要聯繫。有證據顯示工作記憶包括三個部分：“中央執行”控制注意力、“視覺空間寫生板”把握和操縱空間資訊、“語音循環”對聽覺和語音的信息執行類似功能。

### 短期影響
飲酒對工作記憶有重要，而可測量出的影響，但這些影響在各個反應之間差異很大。目前對於構成這些個別間差異的神經機制，尚未有充分的了解。另外的發現是酒精透過影響記憶術和執行過程，而不是把工作記憶的基本儲存能力縮減，而損害到工作記憶。獨立的急性中度酒精中毒，並不會對發揮工作記憶功能很重要的結構，例如額葉、頂葉、前扣帶皮層、還有基底核的一部分產生改變。關於酒精對工作記憶的影響，有項發現顯示，酒精僅會對具有較高基線工作記憶能力的人，降低其工作記憶，這表明酒精可能不會對多數不同個體的工作記憶產生一致的影響。酒精似乎會削弱工作記憶中調節抑制反應的能力。酒精會消除抑制人類的行為，但只對具有較低基線工作記憶能力的人中發揮作用。一個有趣的發現是，在酒精的影響下，有心在工作記憶測量中表現良好的人，“確實”會對他們的工作記憶有一定影響，因為它提高精神掃描速度和刺激反應時間的分數。但是，與無心去表現良好的受測試者相比，錯誤發生的數量並未減少。即使是急性酒精中毒（血液酒精濃度為0.08-0.09％）也會嚴重損害工作記憶，因為工作記憶需要經常做記憶術的演練。酒精對於不靠記憶術演練或相關記憶技巧而生成的工作記憶不易造成損害。

### 長期影響
酒精對工作記憶只會產生“某些”長期影響。研究結果顯示，長期持續大量飲酒才會對工作記憶發生實質性的影響，每天頂多喝上一杯，並不會損害認知功能，事實上可能會把降低認知功能的風險給減少。此外，長期酗酒與持續注意力損傷和視覺工作記憶的損傷有關聯。酗酒者執行這些功能的能力降低，但不一定會消失。之所以如此，是有這功能由前額葉皮質區域所執行的假設。長期酗酒與任何認知功能（例如工作記憶）的降低相關聯並不令人感覺意外，但一個令人驚訝的事是婦女在懷孕期間適度喝酒，對後代的工作記憶也會產生不利的影響。當這些小孩在7歲半做測試時，這種因為在產前有酒精暴露，而發生工作記憶的損害是相當重要的發現。

## 前瞻性記憶
前瞻性記憶是指無需明確提醒，也會在將來做預計的事。酒精會把這種能力削弱。長期重度喝酒者，與低劑量喝酒，以及不喝酒的對照組相比，會有很高的遺忘發生率。前瞻性記憶問卷（Prospective Memory Questionnaire，PRMQ）被用來評估短期習慣性前瞻性記憶、長期情節性前瞻性記憶、和內部提示前瞻性記憶。[60]長期重度喝酒者對這三項，都報告有明顯的缺失情況。那些重度喝酒的人報告自己有有前瞻記憶困難的，比那些報告自己小量喝酒的人多出24％，比那些報告說不喝酒的人多出30％。酒精對前瞻性記憶的影響也可在實驗室中，透過模擬個人在日常生活中面臨的前瞻性記憶事務來評估。在執行前瞻性記憶事務之前，根據飲者體重每公斤喝0.6公克的酒精，比那些喝安慰劑組的人表現得明顯的差。酒精會對大腦的前額葉和額葉區域造成傷害，可能是前瞻性記憶障礙發生的原因，因為前瞻性記憶與額葉執行功能有高度關聯。

## 流行文化中的表達
酒精對於記憶的抑制作用常是流行文化中的一個突出主題。在電影、書籍、和電視節目中都有披露。幾部電影中，劇中角色都喝到爛醉如泥的地步，第二天早晨醒來才發現在酩酊大醉中的作為，引發出許多問題。
其中一例是2009年出品，名為《醉爆伴郎團》的電影，三名伴郎在拉斯維加斯舉行的單身派對弄丟了新郎，他們依循之前的腳步回頭尋找。角色們仍有內隱記憶，讓他們能做許多動作，但他們的情節記憶受損，因此無法回憶發生過的事件。除喝酒之外，這三人還服用過精神藥物氟硝西泮（FM2），而同時受到這兩項物質的影響。
另一部電影是2008年的《情迷拉斯維加斯》。男女角色在這座“罪惡之城”大醉一晚後醒來，發現他們已經結婚。
兩位美國女歌手，凱蒂·派瑞所唱的《在賭城醒來》和凱莉·安德伍所唱的《姓氏》 等歌曲也描繪主人翁經過一夜痛飲，醒來時，記不得之前曾發生過什麼事。
從某種程度上講，流行文化把喝酒導致記憶喪失的問題給淡化。
加拿大最高法院在R訴Daviault[1994]一案涉及運用爛醉作為法律辯護的可行性（運用這種辯護的被告Henri Daviault被最高法院判定敗訴）。